# فولمر
فولمر (به انگلیسی: Fulmer) یک روستا و محله مدنی در بریتانیا است که در ساوت‌باکس واقع شده‌است. فولمر ۵٫۵۸ کیلومتر مربع مساحت و ۴۸۵ نفر جمعیت دارد.